# Komunitní centrum Všichni spolu
Komunitní centrum Všichni spolu je bezbariérové komunitní centrum, které se nachází v parku v Pustkoveckém údolí pod základní školou na ulici Karla Pokorného v Pustkovci a Porubě, městských částech Ostravy v Moravskoslezském kraji. Vstup je možný pouze v provozní době a není zpoplatněn.

## Další informace
Komunitní centrum Všichni spolu nabízí ve svém areálu největší víceúčelové porubské hřiště určené i pro hendikepované. Součástí areálu je také komunitní zahrada s ovocnými stromy, keři a rostlinami a budova se zázemím, která je určena ke vzdělávání i jako místo pro aktivity nejrůznějších organizací. Součástí budovy je sociální zařízení, zázemí pro správce areálu, klubovna, recepce a kanceláře pro individuální poradenství. Ve venkovním prostoru jsou např. hřiště pro různé míčové hry, posilovací a cvičební stroje, dětská lezecká stěna, dětské trampolíny, atletické hřiště se švédskou sítí, trubkový telefon, skluzavka, dotykové stěny, výukové stěny, kaleidoskop, optický hranol, Newtonova houpačka (rázotroj), kamenný xylofon, zvukové polštáře, betonový telefon, maxišachy, lavičky, ohniště aj. Služby v komunitním centru poskytuje také několik organizací a spolků zaměřených na rodinu, sociální péči, preventivní programy, podporu manželských a rodinných vztahů a psychosociální služby, poradenství pro oběti trestných činů a pomoc při řešení sporů a konfliktů.
Většina střech  budovy je osazená rostlinami a zpevněné plochy umožňují vsakování vody. Dešťová voda se zadržuje v nádrži a pro vytápění i chlazení budovy se používá tepelné čerpadlo.

## Galerie

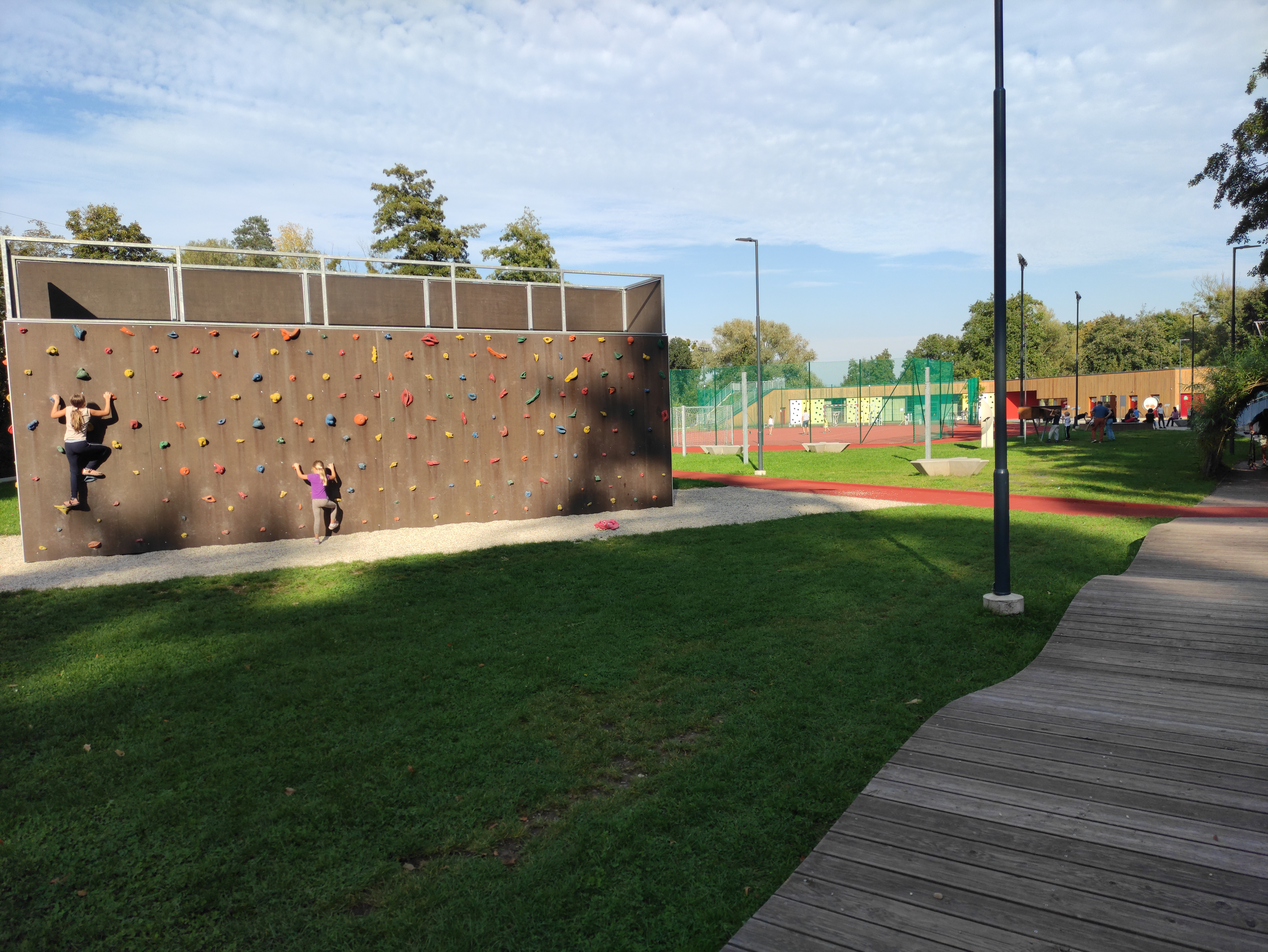
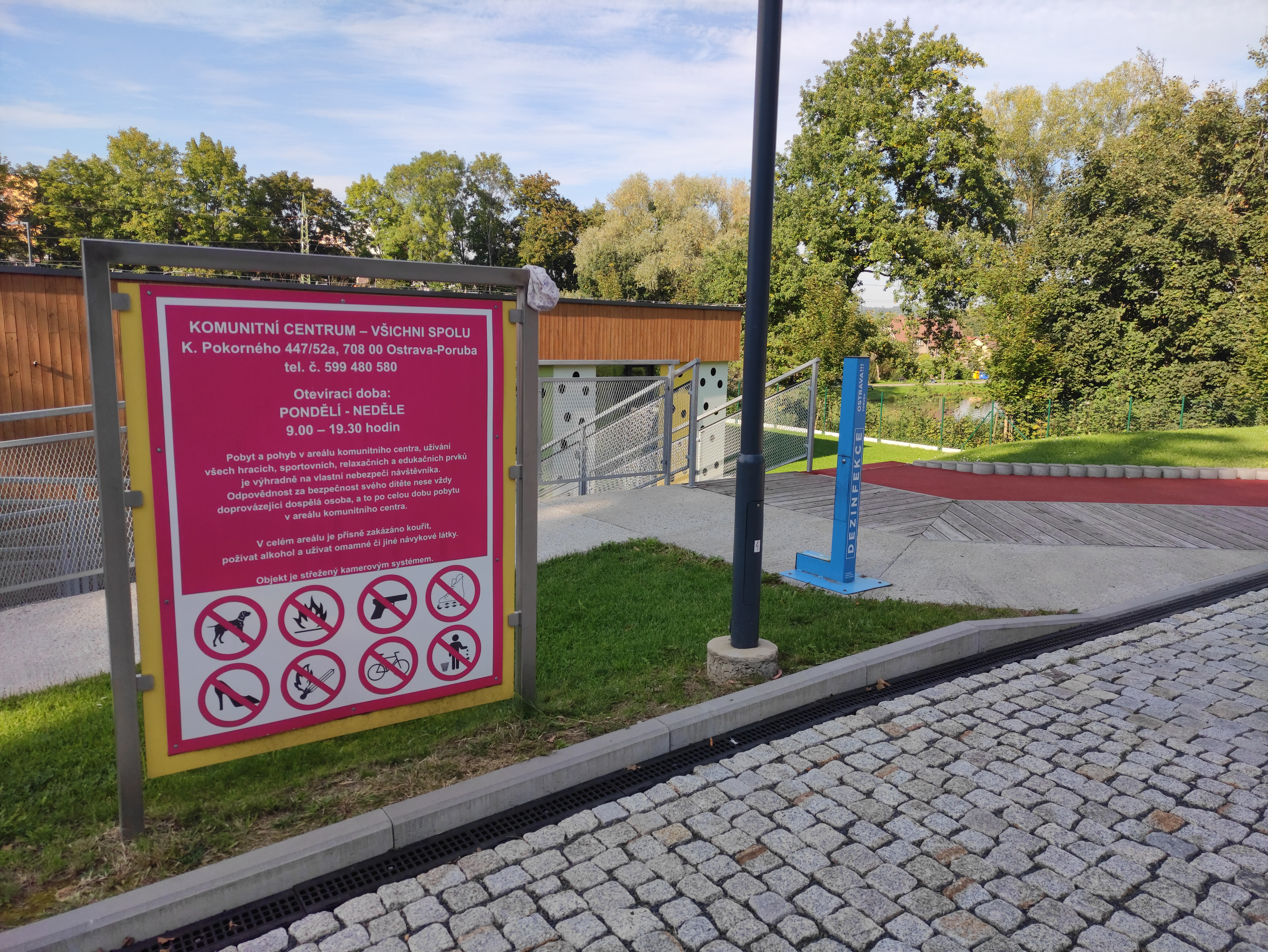